# Balogh Mihály (vikárius)
Balogh Mihály (Nagyláz, 1857. december 28. – Máramarossziget, 1916. augusztus 6.) máramarosi ruszin vikárius, országgyűlési képviselő.

## Munkássága
Teológiai tanulmányait követően 1884-ig tanulmányi felügyelő Ungváron, majd Vörösmarton segédlelkész. Püspöki külhelynökké kinevezését megelőzően szentszéki tanácsos, esperes és parochus. 1898-tól Máramarosszigeten vikárius és főesperes. Felügyelete alá tartozott 91 anya- és 87 fiókegyház működése.
1905-től a magyar országgyűlésben országgyűlési képviselő. Képviselőként a ruszin nép gazdasági nyomorának enyhítését célzó "hegyvidéki akció" egyik aktív résztvevője. Országgyűlési képviselői munkájának legfőbb célja volt a görögkatolikus ruszin nép gazdasági és kulturális önállóságának előmozdítása.
Ugocsa és Máramaros vármegyében létrehozta a "háziipart". Megalapította a Máramarosszigeti Iparfejlesztő Bizottságot, a magyar országgyűlésben nagyszabású kiállítást tartott máramarosszigeti népművészeti termékekből. A máramarosszigeti ruszin fiatalok megsegítésére megalapította az azóta átalakult Szent Mihály Internátust.
Rendszeresen publikált a Budapesti Hírlapban és a Magyar Iparban.
1914-ben a bécsi udvar a hajdúdorogi előnévvel magyar nemesi rangra emelte.